# Ana González (empresaria)
Ana González Abreu es una empresaria de la industria musical venezolana, reconocida principalmente por su trabajo en el álbum Colegas del músico puertorriqueño Gilberto Santa Rosa, por el que ganó un Premio Grammy Latino en la categoría de mejor diseño de empaque en 2021. Un año después fue reconocida por la revista Billboard en su lista Indie Power Players. Durante su trayectoria en la industria musical, ha ocupado cargos administrativos en las compañías Mastercom/CD Depot e InnerCat Music Group.

## Carrera

### Inicios
González nació en Venezuela y se radicó con su familia en los Estados Unidos en 1993. Junto con su padre Julio González —un empresario  de origen cubano reconocido por su asociación con la discográfica Velvet Records—, fundó en 1994 en la ciudad de Miami la compañía Mastercom/CD Depot, especializada en la duplicación y replicación de discos compactos. En la actualidad se desempeña como vicepresidenta de dicha compañía.
En 2012 cofundó InnerCat Music Group, una empresa enfocada en la distribución y marketing digital para músicos de diversos géneros. La compañía ha producido videoclips para artistas como Gilberto Santa Rosa y Jamby El Favo, y ha publicado trabajos discográficos de Albita Rodríguez, Marta Botía y Asia Karin, entre otros.

### Grammy Latino y actualidad
En 2021 ganó un Premio Grammy Latino en la categoría de mejor diseño de empaque como directora artística de la portada del disco Colegas, del puertorriqueño Gilberto Santa Rosa. El empaque, diseñado a partir de una caricatura del músico creada por el artista gráfico Eduardo Sanabria, se realizó usando la técnica de pop-up y presentó a cada uno de los artistas que hicieron parte de la grabación del disco.
También en 2021, González participó como moderadora del panel The Streaming Equation, llevado a cabo durante la Semana de la Música Latina de Billboard. Un año después se desempeñó como productora ejecutiva del videoclip de la canción «For Sale», de Gilberto Santa Rosa, como parte de su producción discográfica Debut y segunda tanda. El mismo año fue incluida en la lista 2022 Indie Power Players de Billboard, cuyo objetivo es reconocer «a los ejecutivos de los sellos y distribuidores que impulsan el éxito de la industria de la música independiente».

## Premios y reconocimientos
| Año  | Premio        | Categoría               | Obra    | Resultado | Ref.  |
| ---- | ------------- | ----------------------- | ------- | --------- | ----- |
| 2021 | Grammy Latino | Mejor diseño de empaque | Colegas | Ganadora  | [ 2 ] |